# 502e régiment de chars de combat
Pour les articles homonymes, voir 502e régiment.
Le 502e régiment de chars de combat (ou 502e RCC) est une unité militaire de chars de combat de l'Armée de terre française. Il combat pendant la Première Guerre mondiale et est dissous au début de la Seconde.

## Création et différentes dénominations
- 1916 : création de l'artillerie d'assaut
- 1918 : création, le 5 juin 1918, du 502e régiment d’artillerie spéciale (502e RAS)
- 1920 : renommé 502e régiment de chars blindés
- 1923 : renommé 502e régiment de chars de combat (502e RCC)
- 1939 : le régiment est dissous début septembre et forme trois bataillons de chars :
  - 4e bataillon de chars de combat
  - 5e bataillon de chars de combat
  - 6e bataillon de chars de combat

## Chefs de corps
- 1918 - 1919 : chef de bataillon Chaubés
- 1919 - 19xx :  lieutenant-colonel de Pelacot
- 1925 - 1926 : lieutenant-colonel Léon Henri Pasquier (1875-1937), futur général de brigade[1]
- 1936 : colonel Bourguignon[2]

## Historique des garnisons, campagnes et batailles

### Première Guerre mondiale

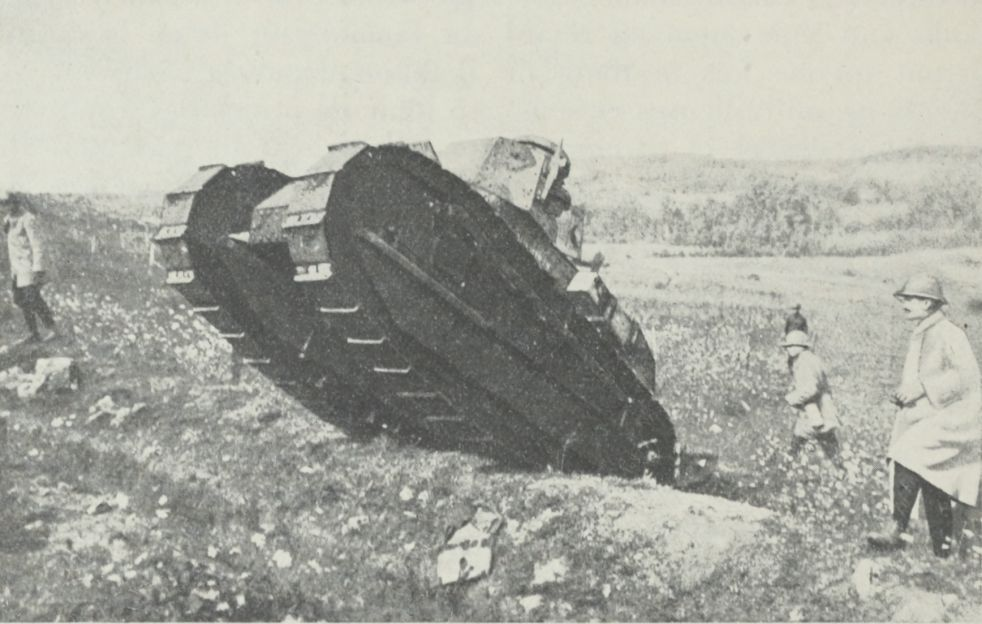
Un des chars FT du, en soutien de l'attaque de la d'infanterie sur Fontaine-Saint-Rémy (commune de Leuilly-sous-Coucy) le 2 septembre 1918.

Le 502e régiment d'artillerie spéciale (502e RAS), ou 502e régiment d'artillerie d'assaut, est formé le 5 juin 1918 par décision du GQG no 247 datée du 31 mai 1918. À sa création, le commandement est confié au chef de bataillon Chaubés et sa composition est la suivante :
- Groupement II (chef d'escadons Danloux)
  - SRR 101 (section de réparation et de ravitaillement)
  - Groupes 3, 8, 11 et 12
- 4e BCL (chef de bataillon Roussu)
  - compagnies AS 310, 311, 312
- 5e BCL (chef de bataillon Besse)
  - compagnies AS 313, 314, 315
- 6e BCL (chef de bataillon Lemar)

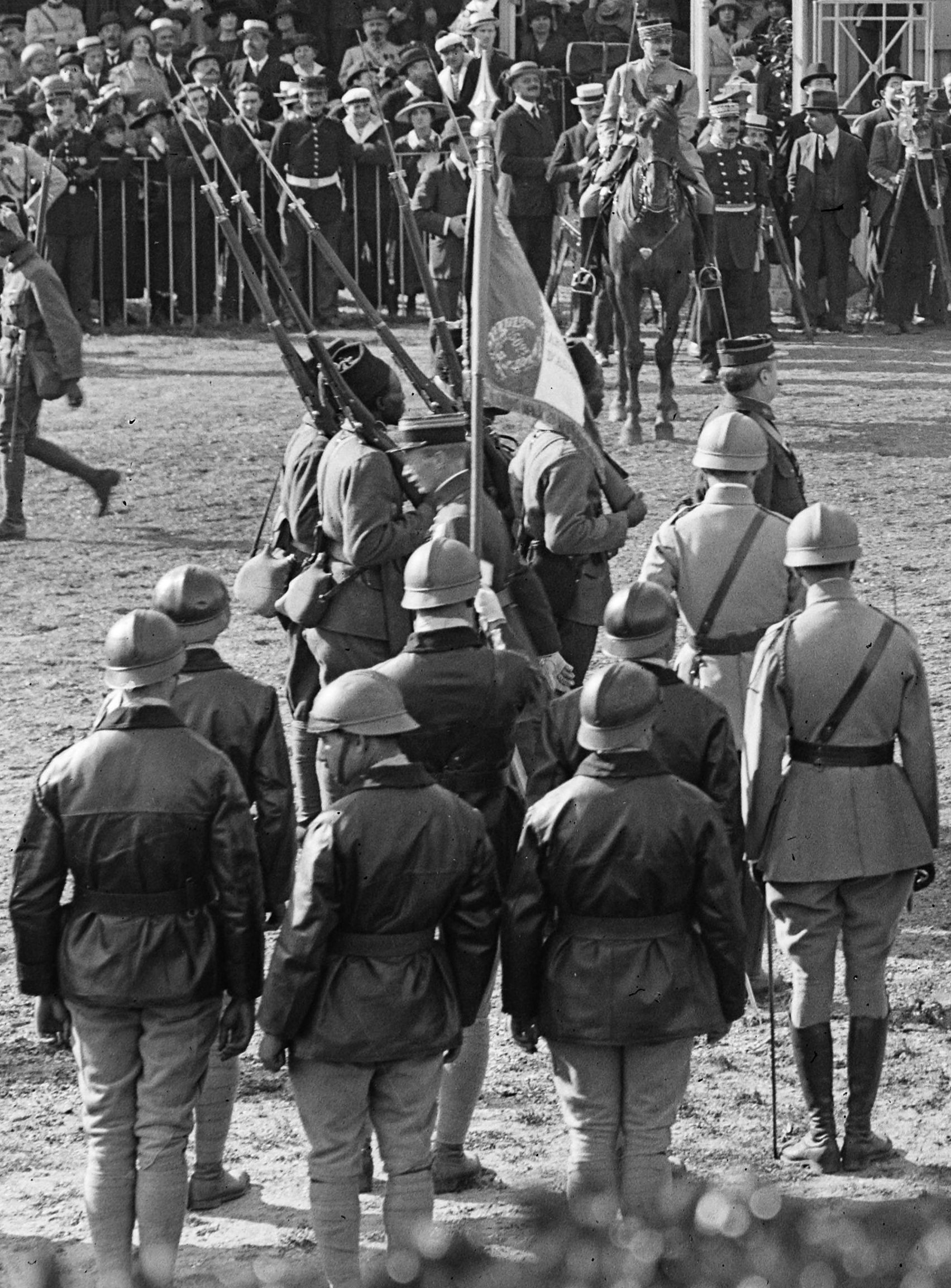
L'étendard du d'artillerie d'assaut lors de la revue du 14 7 1920.

  - compagnies AS 316, 317, 318

#### Entre-deux-guerres
Le régiment s'installe en garnison à Béziers. Début 1920, les trois compagnies (AS 313, 314 et 315) du 5e BCL sont envoyées en Syrie. Elles participent à la guerre franco-syrienne et forment le 1er janvier 1921 le 61e bataillon de chars légers.
Le régiment prend le nom de régiment de chars blindés par décret du 13 mai 1920. En 1923, il prend sa désignation finale de 502e régiment de chars de combat.
En 1924, le régiment prend garnison à Angoulême, au quartier Bossut.
En avril 1939, le Ier bataillon reçoit 45 chars légers modernes type FCM 36.

### Seconde Guerre mondiale
Lors de sa dissolution, le 1er septembre 1939, le 502e RCC donne naissance à trois bataillons de chars de combat qui seront ventilés dans différents groupes de bataillons de chars :
- 4e bataillon de chars de combat (45 chars FCM 36, ex-Ier bataillon) : GBC 502 puis 503[6] ;
- 5e bataillon de chars de combat (45 chars R 35, ex-IIe bataillon) : GBC 502 puis 511[7] ;
- 6e bataillon de chars de combat (63 chars FT puis 45 chars R35) : GBC 518[7].

Le nouveau groupe de bataillons de chars 502 (GBC 502), commandé par le lieutenant colonel Brojat, est également formé par le 502e RCC et affecté à la 5e armée. En mai 1940, il est affecté à la 4e armée du général Réquin et est alors constitué de deux bataillons de chars légers :
- 20e BCC provenant du 507e RCC (45 chars R35)
- 24e BCC provenant du 508e RCC (45 chars R35).

## Traditions

### Insigne
L'insigne du régiment, livré par la maison Arthus Bertrand en mai 1935, est constitué des armes de la ville d'Angoulême avec le heaume et les canons croisés de l'artillerie spéciale en chef et une salamandre, autre symbole de l'artillerie spéciale, en pointe.

### Étendard

Dessin du revers de l'étendard du.

Inscriptions sur l'étendard : 
- La Marne 1918
- Reims 1918
- L'Aisne 1918

### Citation
« A puissamment aidé la progression de l'Infanterie sur le  terrain semé de nids de mitrailleuses et a fait payer cher à l'ennemi les pertes sévères qu'il a lui-même subies ! »

— NN, 1918 - AS AS 313, 314, 315

### Décorations
En 1939, les unités suivantes portaient la fourragère aux couleurs de la croix de guerre 1914-18 : 
- 4e compagnie (AS 312) : deux palmes
- 6e compagnie (AS 315) : deux palmes

### Refrain
« Cinq cent deux, oui, c'est le plus beau régiment. »

## Personnalités ayant servi au sein du régiment
- Jean Domercq (1886-1961), rugbyman, capitaine au 502e RAS en 1918.
- Aimé Ramond (1918-1944), résistant français, est mobilisé au 502e RCC en 1939.
- Marcel Suarès (1914-2004), résistant français, Compagnon de la Libération, y a effectué son service militaire de 1935 à 1937 puis y est mobilisé en 1939.

## Sources et bibliographie
- Serge Andolenko, Recueil d'historiques de l'arme blindée et de la cavalerie, Eurimprim, 1968 (lire en ligne).
- Historique du 502e régiment de chars blindés, Paris, H. Charles-Lavauzelle, 1920, 40 p., lire en ligne sur Gallica.